# Christian Bielke
Christian Bielke var en dansk-norsk adelsmand og søofficer. Han blev født 8. februar 1645 i Norge.
Faderen var Hans Bielke til Saxlund, moderen Anne Olufsdatter Rytter. Christian Bielke blev efter i ophold i Holland 1666 udnævnt til løjtnant og to år senere til kaptajn, hvorefter han indtil 1672 førte skib på Ostindien. Ved denne lejlighed han bragte gaver fra den danske konge til Kongen af Bantam. I de efterfølgende år førte han forskellige orlogsskibe. I 1675 kaptajn på orlogsskibet "Christianus Qvartus" under Cort Adelers Kommando. 1676 blev Bielke forfremmet til schoutbynacht og var som sådan deltager i Niels Juels erobring af Gotland. På Juels vegne afsluttede han konventionen om Gotlands og Visby Fæstnings overgivelse med øens kommandant grev Oxenstierna. Senere samme år deltog han i søslaget ved Øland 1. juni og blev for sit gode forhold ved disse lejligheder forfremmet til viceadmiral, kun 31 år gammel. 1677 førte han eskadre fra orlogsskibet "Kurprinsen", først under Cornelius Tromp, senere under Niels Juel og deltog 1. juni i slaget på Kolberger-Heide samt en måned senere i Slaget på Køge Bugt. I førstnævnte slag erobrede han det svenske orlogsskib "Kalmar Kastel" og i det sidste "Julius Cæsar". Sidst på året 1677 gik han på brandskatning i Småland. I 1678 førte Bielke samme skib og deltog med dette i Niels Juels landgang på Rygen. Efter sin hjemkomst blev han medlem af Admiralitetskollegiet. Bielke havde senere et par selvstændige overkommandoer, således i 1679 med 11 orlogsskibe i Østersøen og siden med en anden flådeafdeling på Elben ud for Glückstadt for at opbringe hamborgske priser. 1683 udnævntes han til admiral og dekoreredes året efter med Dannebrogsordenen. 1689 var Bielke på ny eskadrechef under Juel. Han døde 13. januar 1694 i København som godsejer til herregårdene Basnæs og Edelgave. Han blev begravet i Roskilde Domkirke. Han var gift tre gange: 1. (1675) med Judithe Cathrine Skade (1649-1678); 2. (1680) med Sophie Marie Bielke (datter af rigsadmiralen Henrik Bielke) (1657-1686); 3. (1687) med admiral Niels Juels datter Vibeke Juel (1672-1735).